# Amplypterus formosana
Amplypterus formosana är en fjärilsart som beskrevs av Clark 1936. Amplypterus formosana ingår i släktet Amplypterus och familjen svärmare. Inga underarter finns listade i Catalogue of Life.